# Łucka
Łucka – wieś w województwie lubelskim, w powiecie lubartowskim, w gminie Lubartów.  Od północnego zachodu graniczy z lubartowską dzielnicą Łucka.
| SIMC    | Nazwa    | Rodzaj    |
| ------- | -------- | --------- |
| 1020460 | Jadwinów | część wsi |

W miejscowości funkcjonuje Szkoła Podstawowa im. Ziemi Lubartowskiej. Działa tu szkolny klub sportowy Junior Łucka (sekcja – tenis stołowy). Przez Łuckę przebiega droga krajowa nr 19 łącząca Lublin z Białymstokiem.
Wieś szlachecka położona była w drugiej połowie XVI wieku w powiecie lubelskim województwa lubelskiego.
W latach 1975–1998 miejscowość należała administracyjnie do ówczesnego województwa lubelskiego.
Wieś stanowi sołectwo gminy Lubartów. Według Narodowego Spisu Powszechnego (III 2011 r.) wieś liczyła 920 mieszkańców.
Wierni Kościoła rzymskokatolickiego należą do parafii Miłosierdzia Bożego w Łucce.